# Cleruchus lutulentus
Cleruchus lutulentus är en stekelart som först beskrevs av Girault 1911.  Cleruchus lutulentus ingår i släktet Cleruchus och familjen dvärgsteklar. Inga underarter finns listade i Catalogue of Life.